# Kolumba Kim Hyo-im
Kolumba Kim Hyo-im (kor. 김효임 골룸바) (ur. 1814 w Bamseom, Korea, zm. 26 września 1839 w Seulu) – koreańska męczennica, święta Kościoła katolickiego.

## Życiorys
Kolumba Kim Hyo-im urodziła się w rodzinie niechrześcijańskiej. Po śmierci ojca jej matka zaczęła praktykować katolicyzm razem z szóstką dzieci. Po chrzcie Kolumba, Agnieszka i ich siostra Klara złożyły ślub dziewictwa. Matka starała się przekonać je do małżeństwa, ale nie udało jej się to. Zamieszkały ze swoim starszym bratem w Yongmori niedaleko Seulu. Poświęciły się rozwijaniu życia duchowego przez modlitwy, posty, czytanie książek religijnych, odmawianie różańca i pomaganie chorym i biednym. Ich dobroć zjednała im duży szacunek. W 1839 r. rozpoczęły się prześladowania katolików. Siostry nie bały się i codziennie modliły za uwięzionych. Kolumba Kim Hyo-im i jej siostra Agnieszka Kim Hyo-ju zostały aresztowane w maju 1839 r. Były wielokrotnie okrutnie torturowane. 26 września 1839 r. została ścięta w Seulu w miejscu straceń za Małą Zachodnią Bramą razem z ośmioma innymi katolikami (Magdaleną Hŏ Kye-im, Sebastianem Nam I-gwan, Julią Kim, Agatą Chŏn Kyŏng-hyŏb, Karolem Cho Shin-ch’ŏl, Ignacym Kim Che-jun, Magdaleną Pak Pong-son i Perpetuą Hong Kŭm-ju).

## Dzień obchodów
20 września (w grupie 103 męczenników koreańskich)

## Proces beatyfikacyjny i kanonizacyjny
Beatyfikowana 5 lipca 1925 r. przez Piusa XI, kanonizowana 6 maja 1984 r. przez Jana Pawła II w grupie 103 męczenników koreańskich.